# Melampyrum argyrocomum
Melampyrum argyrocomum är en snyltrotsväxtart som beskrevs av Fisch. och Ernst Gottlieb von Steudel. Melampyrum argyrocomum ingår i släktet kovaller, och familjen snyltrotsväxter. Inga underarter finns listade i Catalogue of Life.